# Пятнистогрудая земляная тимелия
Пятнистогрудая земляная тимелия (лат. Pellorneum ruficeps),— вид воробьинообразных птиц из семейства земляных тимелий (Pellorneidae), обитающий в Азии. Живут во влажных и кустарниковых лесах, преимущественно в холмистой местности. Кормятся небольшими группами, добывая пищу на лесном войлоке, переворачивая в поисках корма опавшие листья, и обычно держатся в подлеске, где их трудно обнаружить. При этом они весьма звонко поют, особенно по утрам, а также когда подзывают друг друга или подают сигналы тревоги.

## Описание
Сверху коричневые, снизу белые со множеством коричневых полос на груди и животе. Голова у них каштанового цвета, длинное тёмно-жёлтое надбровье и темные щечки. Горло белое, иногда выпяченное (отсюда их английское название puff-throated babbler). У этих птиц сильные ноги, они проводят много времени на лесной подстилке и часто ползают по подлеску в поисках насекомых, порой их легко спутать с певчими дроздами. Некоторые подвиды имеют белые полоски на мании, тогда как другие, особенно обитающие на Индийском полуострове, лишены полосок.

## Биология
Это типичные обитатели Гималаев и лесов Азии. Подобно большинству тимелий они не мигрируют и имеют короткие круглые крылья и плохо летают. Они предпочитают дебри кустарников и бамбука и кормятся найденными в листве насекомыми.
Птицы очень активно поют. Период размножения приходится преимущественно на сезон дождей. Они строят гнезда на земле у основания куста. Куполообразное гнездо сооружается из листьев и прутьев со входом сбоку.

## Классификация
По данным базы Международного союза орнитологов в составе вида Pellorneum ruficeps выделяют 28 подвидов. Они водятся на Индийском полуострове (за исключением Западные Гаты). Птицы на Восточных Гатах светлее (P. r. pallidum), на юге Западных Гатов встречается темная форма (P. r. granti), в западных Гималаях — P. r. punctatum, в восточных — P. r. mandellii с полосками на спине и затылке, отличаются также голосом. Многие популяции затруднительно отнести к подвидам.